# メキシコ陸軍
メキシコ陸軍(スペイン語: Ejército Mexicano)は、メキシコ軍を構成する軍種の一つ。

## 構造
メキシコ陸軍はメキシコ陸軍省または大統領の権限下にあり、中央政府の一員であり（唯一の）四ツ星将軍であると同時に陸軍長官が指揮する。同立の地位を有するのは海軍長官であり、彼は中央政府の一員であり、唯一の四つ星提督である。
陸軍省には、国家司令部、領土司令部、独立部隊という 3 つの構成要素があります。国防長官は、軍司令官の職を通じて陸軍全体の指揮を委任する。軍司令官は師団将軍級の将校であり、軍司令官は集中指揮システムと多くの将官を通じて軍務を指揮し、国防長官によって任命および解任される。陸軍は、本部で改良された大陸参謀システムを使用している。メキシコ空軍はセデナ傘下の別個の軍務である。人材の採用は、中等教育を修了した場合は 18 歳から 21 歳まで、高等学校を修了した場合は 22 歳までとなります。正規軍では22歳以降の徴兵は不可能である。予備兵士のみ可能である。2009年の時点で、メキシコ陸軍の新兵の初任給は月額6,000メキシコペソ（約5万円）で、戦死した兵士の未亡人には月額1万ペソ（約8万3300円）の生涯年金が支給されていた。
メキシコ陸軍の主要部隊は10個の歩兵旅団と多数の独立連隊および歩兵大隊である。陸軍の主な機動部隊は 3 つの軍団で組織され、各軍団は 3 ～ 4 個の歩兵旅団 (およびその他の部隊) で構成され、すべてメキシコシティとその大都市圏に拠点を置いています。旅団編成とは異なり、独立した連隊と大隊は、国の 12 の軍事地域のそれぞれのゾーン守備隊 (合計 52) に割り当てられる。通常、約 300 ～ 350 人の兵力で構成される歩兵大隊が各ゾーンに配備され、特定のゾーンには追加の自動車騎兵連隊または砲兵連隊が割り当てられる。

### 地域コマンド

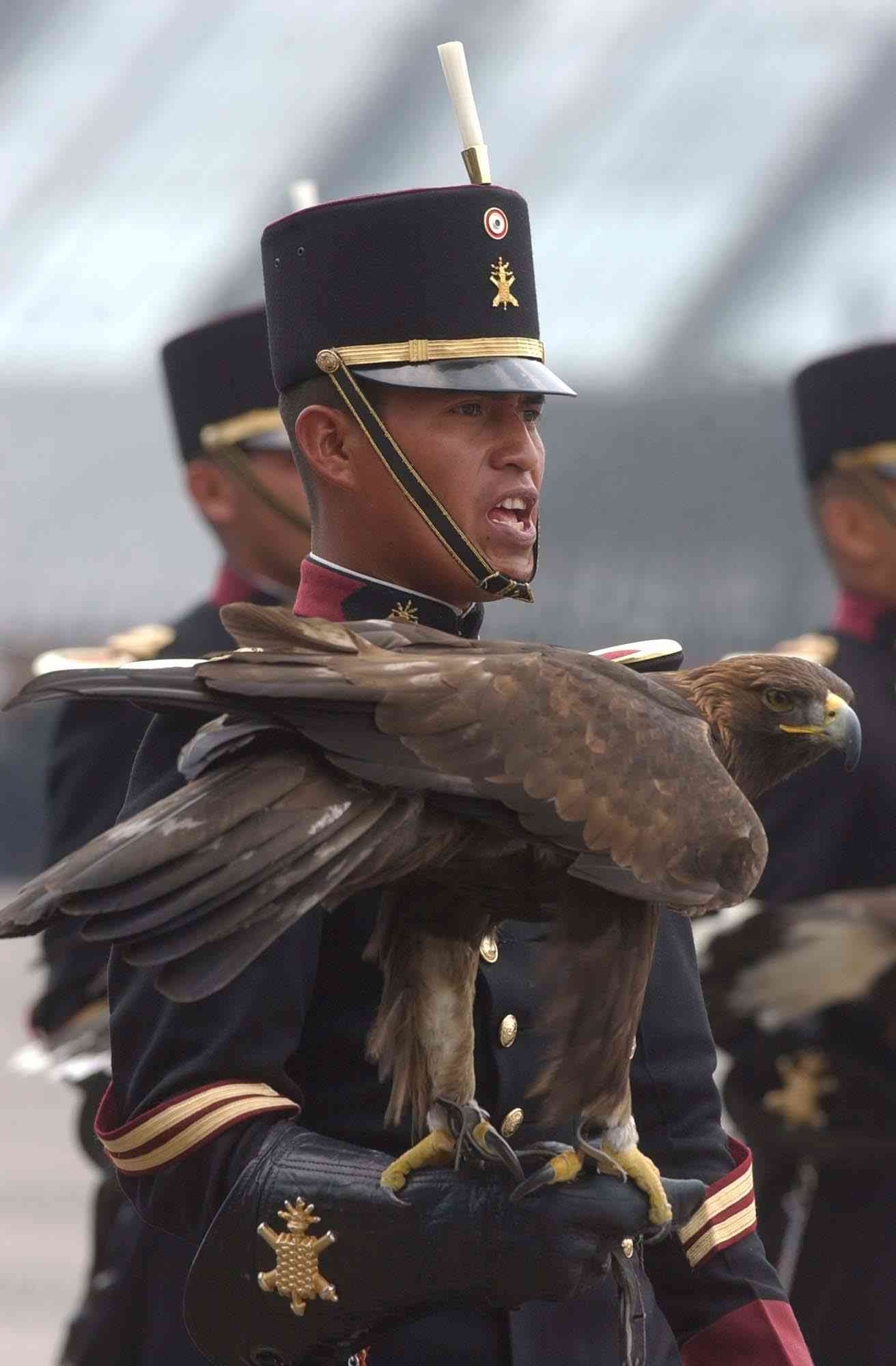
イヌワシを持つメキシコの士官学校の士官候補生(2004年9月撮影)

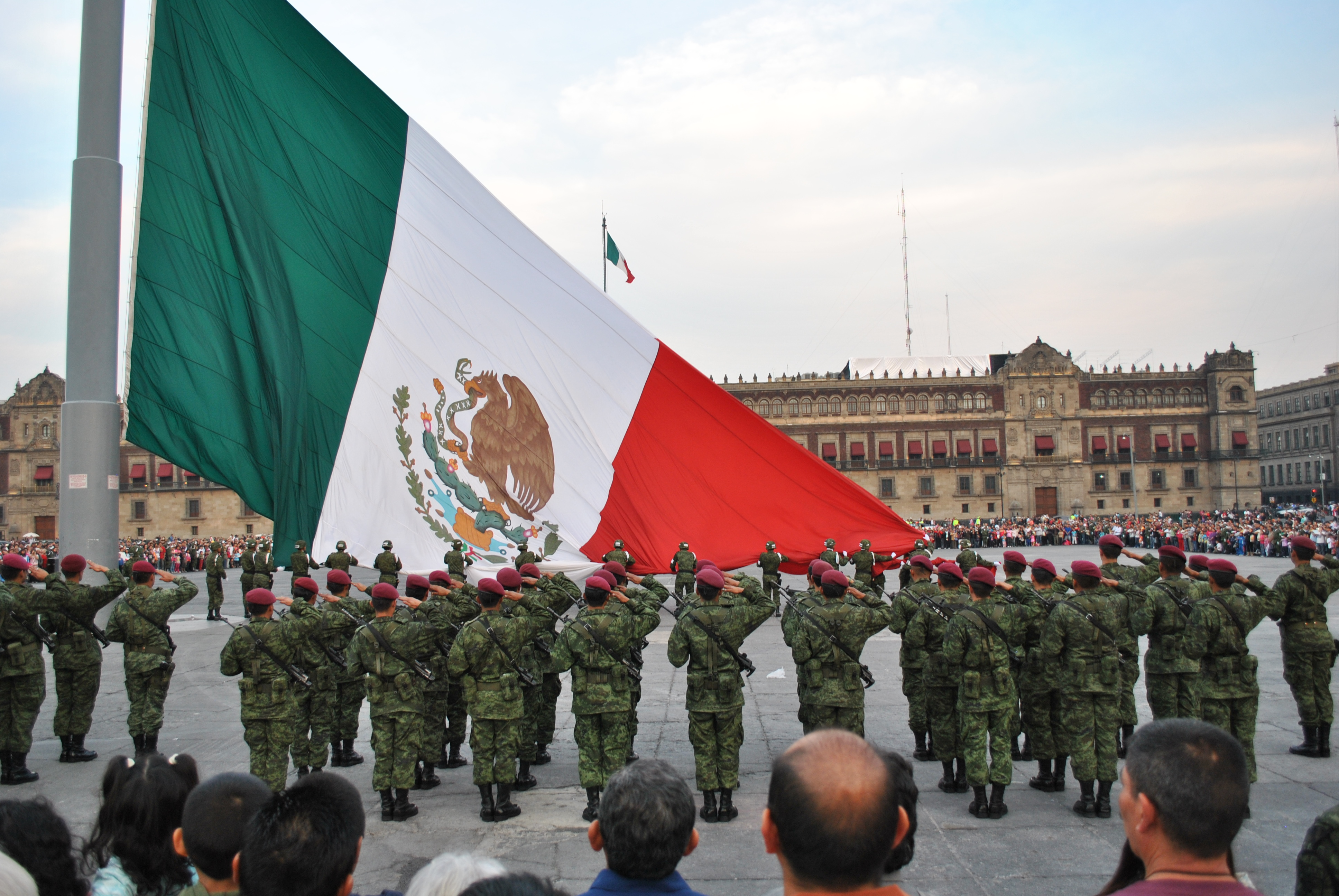
毎日午後、メキシコ陸軍の小隊が憲法広場またはソカロで記念碑的な旗を降ろす

メキシコ陸軍の領土組織には12の軍区 ( Regiónes militares ( RM )) が含まれる。各 RM は、三ツ星将軍(中将)である参謀部師団長 ( General de División Diplomado de Estado Major )のランクの上級将校によって指揮される。軍事地域の下には 48 の軍事地域 ( Zónas militares ( ZM )) がある。各ZMは、 2つ星将軍(少将)である参謀旅団長（General de Brigada Diplomado de Estado Major）の階級の上級士官によって指揮される。作戦上のニーズによって各地域にゾーンがいくつあるかが決まり、それに応じて兵力が増減します。軍区の各司令官は陸軍司令官によって任命および解任される。
通常、陸軍長官の推薦により、上級地域司令官は軍事地域を含む軍事地域の司令官も兼ねる。軍区司令官は、州知事の権限に対する連邦政治の対抗勢力となることもあったルーラレス（地方防衛軍）を含む、自分の領土内で活動するすべての部隊に対する管轄権を有する。地域司令官は国防長官に農村地域に関する社会政治情勢に関する情報を提供する。さらに、彼らは伝統的に、計画と資源の配備に関して国防事務局（SEDENA）と連携して行動してきた。
| 地域 | 司令部 | ノート |
| 第一軍区 ( I 軍区) 司令部:メキシコシティ 首都メキシコシティとエスタド・デ・メキシコ州、イダルゴ州、モレロス州を担当                 | 第一軍区 ( I 軍区) 司令部:メキシコシティ 首都メキシコシティとエスタド・デ・メキシコ州、イダルゴ州、モレロス州を担当 | 第一軍区 ( I 軍区) 司令部:メキシコシティ 首都メキシコシティとエスタド・デ・メキシコ州、イダルゴ州、モレロス州を担当 |
| --- | --- | --- |
| 第 1 軍事ゾーン ( 1/a. ZM ) | Tacubaya, Mexico City                                                                                               | |
| 第 18 軍区 ( 18/a. ZM ) | Pachuca, Hidalgo | |
| 第 22 軍事地帯 ( 22/a. ZM ) | Santa María Rayón, Estado de México                                                                                 | |
| 第 24 軍区 ( 24/a. ZM ) | Cuernavaca, Morelos                                                                                                 | |
| 第 37 軍区 ( 37/a. ZM ) | Santa Lucía, Estado de México                                                                                       | |
| 第2軍区 ( II 地域軍事区) 司令部: バハ・カリフォルニア州メヒカリ バハ・カリフォルニア州、バハ・カリフォルニア スル州、ソノラ州を担当 | | |
| 2nd Military Zone (2/a. Z.M.) | Tijuana, Baja California                                                                                            | |
| 3rd Military Zone (3/a. Z.M.) | La Paz, Baja California Sur                                                                                         | |
| 4th Military Zone (4/a. Z.M.) | Hermosillo, Sonora                                                                                                  | |
| 40th Military Zone (40/a. Z.M.) | Guerrero Negro, Baja California Sur                                                                                 | |
| 45th Military Zone (45/a. Z.M.) | Nogales, Sonora | |
| 第3軍区 ( III 地域軍) 司令部:シナロア州マサトラン シナロア州とデュランゴ州を担当                                                    | | |
| 9th Military Zone (9/a. Z.M.) | シナロア州クリアカン                                                                                                | |
| 10th Military Zone (10/a. Z.M.) | デュランゴ州デュランゴ                                                                                              | |
| 第4軍区 (IV地域軍) 司令部: ヌエボ・レオン州モンテレイ ヌエボ レオン州、サン ルイス ポトシ州、タマウリパス州を担当                   | | |
| 7th Military Zone (7/a. Z.M.) | Apodaca, Nuevo León                                                                                                 | |
| 8th Military Zone (8/a. Z.M.) | Reynosa, Tamaulipas                                                                                                 | |
| 12th Military Zone (12/a. Z.M.) | San Luis Potosí, San Luis Potosí                                                                                    | |
| 48th Military Zone (48/a. Z.M.) | Ciudad Victoria, Tamaulipas                                                                                         | |
| 第5軍区 (V地域軍) 司令部:ハリスコ州グアダラハラ アグアスカリエンテス州、コリマ州、ハリスコ州、ナヤリット州、サカテカス州を担当      | | |
| 11th Military Zone (11/a. Z.M.) | Guadalupe, Zacatecas                                                                                                | |
| 13th Military Zone (13/a. Z.M.) | Tepic, Nayarit | |
| 14th Military Zone (14/a. Z.M.) | Aguascalientes, Aguascalientes                                                                                      | |
| 15th Military Zone (15/a. Z.M.) | Zapopan, Jalisco | |
| 20th Military Zone (20/a. Z.M.) | Colima, Colima | |
| 41st Military Zone (41/a. Z.M.) | Puerto Vallarta, Jalisco                                                                                            | |
| 第6軍区 (VI地域軍事区) 司令部:ベラクルス州ベラクルス プエブラ州、トラスカラ州、ベラクルス州を担当                                   | | |
| 19th Military Zone (19/a. Z.M.) | Tuxpan, Veracruz | |
| 23rd Military Zone (23/a. Z.M.) | Panotla, Tlaxcala                                                                                                   | |
| 25th Military Zone (25/a. Z.M.) | Puebla, Puebla | |
| 26th Military Zone (26/a. Z.M.) | Lencero, Veracruz                                                                                                   | |
| 29th Military Zone (29/a. Z.M.) | Minatitlán, Veracruz                                                                                                | |
| 第7軍区 (VII地域軍区) 司令部:チアパス州トゥクストラ グティエレス チアパス州とタバスコ州を担当                                       | | |
| 30th Military Zone (30/a. Z.M.) | Villahermosa, Tabasco                                                                                               | |
| 31st Military Zone (31/a. Z.M.) | Rancho Nuevo, Chiapas                                                                                               | |
| 36th Military Zone (36/a. Z.M.) | Tapachula, Chiapas                                                                                                  | |
| 38th Military Zone (38/a. Z.M.) | Tenosique, Tabasco                                                                                                  | |
| 39th Military Zone (39/a. Z.M.) | Ocosingo, Chiapas                                                                                                   | |
| 第8軍区 (VIII軍区) 司令部:オアハカ州イクスコテル オアハカ州を担当                                                                   | | |
| 28th Military Zone (28/a. Z.M.) | Ixcotel, Oaxaca | |
| 44th Military Zone (44/a. Z.M.) | Miahuatlán, Oaxaca                                                                                                  | |
| 46th Military Zone (46/a. Z.M.) | Ixtepec, Oaxaca | |
| 第9軍区 (IX軍区) 司令部:ゲレーロ州チルパンシンゴ ゲレーロ州を担当                                                                   | | |
| 27th Military Zone (27/a. Z.M.) | Pie de la Cuesta, Guerrero                                                                                          | |
| 35th Military Zone (35/a. Z.M.) | Chilpancingo, Guerrero                                                                                              | |
| 第10軍区 (X地域軍事区) 司令部:ユカタン州メリダ カンペチェ州、キンタナロー州、ユカタン州を担当                                       | | |
| 32nd Military Zone (32/a. Z.M.) | Valladolid, Yucatán                                                                                                 | |
| 33rd Military Zone (33/a. Z.M.) | Campeche, Campeche                                                                                                  | |
| 34th Military Zone (34/a. Z.M.) | Chetumal, Quintana Roo                                                                                              | |
| 第11軍区 (XI軍区) 司令部:コアウイラ州トレオン チワワ州とコアウイラ州を担当                                                          | | |
| 5th Military Zone (5/a. Z.M.) | Chihuahua, Chihuahua                                                                                                | |
| 6th Military Zone (6/a. Z.M.) | Saltillo, Coahuila                                                                                                  | |
| 42nd Military Zone (42/a. Z.M.) | Hidalgo del Parral, Chihuahua                                                                                       | |
| 47th Military Zone (47/a. Z.M.) | Piedras Negras, Coahuila                                                                                            | |
| 第12軍区 (XII地域軍区) 司令部:グアナファト州イラプアト グアナファト州、ミチョアカン州、ケレタロ州を担当                             | | |
| 16th Military Zone (16/a. Z.M.) | Sarabia, Guanajuato                                                                                                 | |
| 17th Military Zone (17/a. Z.M.) | Querétaro, Querétaro                                                                                                | |
| 21st Military Zone (21/a. Z.M.) | Morelia, Michoacán                                                                                                  | |
| 43rd Military Zone (43/a. Z.M.) | Apatzingán, Michoacán                                                                                               | |

軍事地帯の指揮官は、少なくともその管轄下に独立歩兵大隊を有するが、自らの担当地域である MZ に展開する部隊の作戦管理も行う。兵力の強さは、バハ・カリフォルニア・スル州の比較的平穏な地域をカバーする第3軍区の単一歩兵大隊から、10個以上の歩兵大隊、別個の歩兵中隊、自動車騎兵連隊に加え、第9軍区でローテーションしている追加の通常部隊とSF部隊まで大きく異なる。シナロア州を覆う軍事地域で、政府軍がその名を冠した麻薬カルテルと戦っている。メキシコ空軍はセデナ傘下の独立した軍事組織であり、メキシコ陸軍とは別に独自の領土組織を持っている。空軍地域は 4 つあります: 北西部 (ソノラ州エルモシージョに本部があるアエレア デル ノロエステ地方)、北東部 (チワワ州チワワに本部があるアエレア デル ノレステ地方)、中部 (エスタード デ メキシコのサンタルシア空軍基地に本部があるアエレア デル セントロ地方) ) および南東空軍地域 ( Región Aérea del Sureste、本部はチアパス州トゥストラ グティエレス)。空軍地域の新しい指揮官はそれぞれ、空軍参謀の航空団将軍飛行士 ( General de Ala Piloto Aviador Diplomado de Estado Major Aéreo ) として任命されます。これは 2 つ星将軍であり、任期途中で昇進します。空軍参謀の師団将軍パイロット飛行士 ( General de División Piloto Aviador Diplomado de Estado Major Aéreo ) - 3 つ星将軍に贈られます。同様の領土組織はメキシコ海軍でも実施されており、陸軍の領土組織に相当する海軍地域と海軍地帯が設けられている。

### 作戦部隊
軍事地域や軍事ゾーンとは別に、旅団やいくつかの独立した連隊や歩兵大隊の数が増加しています。これらの旅団は4つの軍団にグループ化されている。
- 第1陸軍軍団( 1er Cuerpo de Ejército ( ICE )) -メキシコシティおよびその大都市圏とその周辺に拠点を置く。この軍団は、第 1 装甲旅団、第 1、第 2、第 3 歩兵旅団、および陸軍唯一の第 1 戦闘工兵旅団で構成されている[6]。さらに、3つの機甲旅団（第2、第3、第4）と3つの軽歩兵旅団（第4、第5、第6）が第1軍団から分離されているが、首都に近い同じ地域に拠点を置き、メキシコ軍の機動編隊を完成させている。
- 特殊部隊 ( Cuerpo de Fuerzas Especiales ) - 本部、訓練センター、および特殊部隊大隊の大部分はメヒコ州のテママトラに拠点を置いている。この特殊部隊にはプエブラ州プエブラ（第1）、バハ・カリフォルニア州ティファナ（第2）、オアハカ州イステペク（第3）に本拠を置く3つのSF旅団があり、SF大隊は作戦上の要件に従って再割り当てされる。
- 憲兵隊 ( Cuerpo de Policía Militar ) - この隊は以前、麻薬カルテルや憲兵旅団との戦いにおいて政府の国内安全保障の取り組みを強化するために使用されており、過去には個々の人員が新たな軍隊に移管されている。結成された（その結果、連邦警察は廃止され、その憲兵隊が補充し、これも廃止された）。その後、移管された議員旅団を補うために新しい議員旅団が結成された。エンリケ・ペーニャニエト大統領の政権は、憲兵隊のMP旅団を3個から12個旅団（軍事地域ごとに1個）に拡大するという野心的な計画を設定した。彼の任期の終わりまでに、現役の憲兵旅団は10個になった[7]。
  - 第 1 憲兵旅団(1/a. Brigada de Policía Militar) - Campo Militar 1-A、メキシコシティ
  - 第 2 憲兵旅団(2/a. Brigada de Policía Militar) - 空軍基地番号 1 - サンタ ルシア、テカマック、メキシコ州[8]
  - 3/a. 軍事旅団- シナロア州エル・サウズ[9]
  - 4/a. 軍事旅団- ヌエボ・レオン州エスコベド将軍[10]
  - 5/a. 軍事旅団- メキシコ州サンミゲル・デ・ロス・ジャグアイス
  - 6/a. 軍事旅団- プエブラ、プエブラ
  - 7/a. 軍事旅団- チアパス州トゥストラ・グティエレス
  - 10/a. 軍事旅団- イスラ・ムヘーレス・キンタナ・ロー州
  - 11/a. 軍事旅団- サンペドロ・デ・ラス・コロニアス・コアウィラ
  - 12/a. 軍事旅団- イラプアト、グアナファト

各 MP 旅団には、3 つの戦列憲兵大隊 (歌: Batallón de Policía Militar ) と 1 つの特殊作戦憲兵大隊 (Batallón de Operaciones Especiales de Policía Militar、プラサン サンド キャット戦術装甲車を装備) と支援部隊があります。特殊作戦 MP Bn には親旅団の番号が付けられ、ライン MP Bn には、第 1 MP 旅団では 1、2、3 番から始まり、第 2 MP Bde では 4、5、6 番など、34、35 番まで順番に番号が付けられます。第 12 憲兵旅団では 36 位であり、大隊番号 22 ～ 27 は活動していない第 8 および第 9 MP 旅団に残された。MPC の国内治安政策への関与は、連邦警察の後継機関である国家警備隊にも存在します。2020 年の NG の強度は約 100 でした。人員は8万人。そして 2021 年には、この数は 150,000 に設定された目標で 102,000 に増加しました。この急速な増加は軍のリソースを大きく活用しています。メキシコ国立トランスパレンシア研究所によると、元陸軍3万1,431名と元海軍憲兵6,337名が州兵に加わった。その 8 つの訓練センター ( Centros de Adiestramiento ) は陸軍憲兵施設内にあり、その資源に依存しています。2 つの訓練センター (1 つは本隊と 1 つは下士官) は、サン ミゲル デ ロス ジャグアイスの Campo Militar 37-C にあります。第5憲兵旅団の本拠地、メキシコ州ウエウエトカ市。他の6つの訓練センターは、シナロア州サウズ（第3議員Bde）、コアウイラ州サンペドロ・デ・ラス・コロニアス（第11議員Bde）、アポダカ、ヌエボ・レオン（第4議員Bde）、プエブラ（第6議員Bde）の憲兵基地にある。 ）、イラプアト（第12議員 Bde）、イスラ・ムヘーレス（第10議員 Bde）。州兵創設の背後にある主な理由は、メキシコ麻薬戦争への軍の関与を減らすことであったが、NGが人員配置や訓練において軍に大きく依存しているため、その実施はそれを大幅に打ち消している基地と運用管理。後者の点で、NG の部隊はメキシコ陸軍の「正規」歩兵大隊および MP 大隊と区別するために大隊タイプ B (歌: Batallón Tipo B ) と呼ばれ、85 あるタイプ B の大隊はすべて陸軍基地に拠点を置いている。そして陸軍の 12 の軍事地域に割り当てられている。